# بوبا راي دادلي
اسم الشهرة بوبا راي دادلي (بالإنجليزية: Bubba Ray Dudley) وإسمه الفني مارك لوموناكو (بالإنجليزية: Mark LoMonaco) هو مصارع محترف ولد في يوم 14 يوليو 1971 في نيويورك في الولايات المتحدة هو عضو في فريق الزوجي ذا دادلي بويز مع ديفون دادلي الذي يعتبر واحد من أقوى فرق الزوجي في الدبليو دبليو إي.

## روابط خارجية
- بوبا راي دادلي على موقع IMDb (الإنجليزية)
- بوبا راي دادلي على موقع قاعدة بيانات الفيلم (الإنجليزية)
- بوبا راي دادلي على موقع دبليو دبليو إي (الإنجليزية)
- بوبا راي دادلي على موقع CageMatch worker (الإنجليزية)
- بوبا راي دادلي على موقع قاعدة بيانات المصارعة على الإنترنت (الإنجليزية)
- بوبا راي دادلي على موقع عالم المصارعة على الإنترنت (الإنجليزية)
- بوبا راي دادلي على موقع عالم المصارعة على الإنترنت (الإنجليزية)